# Scirtothrips perseae
Espèce
Scirtothrips perseae, le thrips de l'avocatier, est une espèce d'insectes thysanoptères de la famille des Thripidae, originaire d'Amérique centrale.
Cet insecte ravageur affecte les cultures d'avocatiers, en Californie notamment. les dégâts sont liés aux piqûres alimentaires des larves et des adultes, qui affaiblissent les plantes, et qui laissent des marques dépréciant la récolte lorsque les thrips s'alimentent sur les fruits.

## Description
Les adultes, longs de 0,7 mm environ, sont de couleur jaune-orangé avec d'étroites bandes brunes étroites entre les segments de l'abdomen et trois petits points rouges (ocelles) sur le dessus de la tête.